# Jenison
Jenison é uma Região censo-designada localizada no estado americano de Michigan, no Condado de Ottawa.

## Demografia
Segundo o censo americano de 2000, a sua população era de 17.211 habitantes.

## Geografia
De acordo com o United States Census Bureau tem uma área de
15,3 km², dos quais 15,2 km² cobertos por terra e 0,1 km² cobertos por água.

## Localidades na vizinhança
O diagrama seguinte representa as localidades num raio de 16 km ao redor de Jenison.